# آتسویاروو
آتسویاروو (انگلیسی: Atsuyarovo) یک شهرک در شهرستان دیورتیورلینسکی در استان باشقیرستان کشور روسیه است.